# Ромадин, Михаил Николаевич
Михаил Николаевич Рома́дин (1940—2012) — советский и российский живописец, график, художник кино, театра и книги. Народный художник РФ (2003). Почётный член РАХ, Доктор honoris causa Международной академии современного искусства в Бельгии (International Academy For Contemporary Arts in Belgium AIAC), член Международной ассоциации искусств (ЮНЕСКО), Почетный профессор ВГИК Академик и член жюри Национальной Академии Кинематографических Искусств и Наук России «Золотой Орёл» Академик Российской Академии Кинематографических искусств «Ника» Член жюри кинофестиваля «Святая Анна».
Почетный гражданин городов Форт-Уорт и Тексаркана (США).

## Детские и юношеские годы
Родился 12 апреля 1940 года в Москве, Художник в третьем поколении: дед М. А. Ромадин — художник-примитивист, отец Н. М. Ромадин — пейзажист-академик.
Вырос в семье, где искусство ставилось на пьедестал. Отец, пейзажист Николай Ромадин был учеником Р. Р. Фалька, И. И. Машкова и П. П. Кончаловского. Маленький Миша видел приходивших в дом отца знаменитых актёров МХАТа — Белокурова, Яншина, Грибова; артистов балета — Уланову, Лепешинскую; великих художников — Корина, Нестерова; писателей — Паустовского и многих других интереснейших друзей отца. 13-ти летнему Мише Ромадину давал уроки Павел Корин. По-настоящему Корин стал учить его позже, когда М.Ромадин проходил практику от ВГИКа в ГМИИ имени А. С. Пушкина (Корин занимался там реставрацией византийской иконы). Но тогда молодого Мишу Ромадина влекло другое искусство. Он показывал свои «неформальные» опыты Альтману и Тышлеру, долго жил впечатлениями от французской выставки 1961 года в Сокольниках с произведениями Пикассо, Брака, Леже и других модернистов.

## ВГИК и работа в Кино
Во ВГИК Михаил Ромадин поступил, потому что считал этот вуз наиболее свободным в творческом отношении. Тогда Михаил Ромадин писал абстрактные и сюрреалистические картины: в дальнейшем стиль Ромадина менялся в сторону фигуративности.
Ближайшими друзьями Михаила Ромадина были Геннадий Шпаликов — поэт и киносценарист и Андрей Тарковский — кинорежиссёр.
Все трое — выпускники ВГИКа. Они встречались почти каждый день, фонтанировали идеями. Для фильма Тарковского «Андрей Рублев» (1966) Михаил Ромадин придумал летательный аппарат — мешок.
Был художником на фильме «Мне двадцать лет. Застава Ильича» (1964) по сценарию Геннадия Шпаликова и Марлена Хуциева.
М. Ромадин художник-постановщик и создатель стиля кинофильма «Солярис» (1972) Андрея Тарковского.
Михаил Ромадин работал в кино и со своим другом Андроном Кончаловским как художник-постановщик фильмов «Первый учитель» (1965), «История Аси Клячиной, которая любила, да не вышла замуж» (1967), «Дворянское гнездо» (1969)
Каждая работа М.Ромадина в кино как художника-постановщика — это целое открытие, это создание нового стиля, нового слова в кинематографии.
Андрей Тарковский о Михаиле Ромадине -
О картине - "Горящий элечек" 1964, Холст, масло. 112х70. Для того чтобы пояснить мою мысль и попытаться вскрыть метода Михаила Ромадина,  есть смысл оставиться на лучшей, по-моему, его картине - "Горящий элечек". Она написана в 1964 году в Киргизии. Замысел картины в высшей степени традиционен, чтобы не сказать банален. Сила впечатлений художника от неожиданно открывшейся неизвестной доселе страны настолько велика, что никакой формальный взгляд (композиция, смелость световых решений и колорита, сюжет) не могут соперничать с неповторимостью модели как таковой и яркостью нахлынувшей на художника чувств. Он просто пишет портрет киргизской девушки в элечеке. Композиция не открывает для нас новых живописных аспектов. Но не торопитесь с выводами! Колорит традиционен и заметен настолько лишь, чтобы "прочесть" национальный характер модели. Взгляд устремлен на зрителя, руки спокойно лежат на коленях. Все наши опасения могли бы сложиться в определенное и категорическое суждение,  если бы перечислением этим мы и ограничились, но Ромадин идет дальше.  Его замысел неожиданно делает скачок. Простите, не неожиданно- в этом все и дело! Его концепция последовательной передачи банального впечатления почти исчерпывает себя, начинает пугать и смущать и самого автора, перерастает в неудовлетворение моделью, в отсутствие ослепительных эмоций, которые бы перевели портрет в новую плоскость, в новое качество, способное опрокинуть весь замысел в область чувств. Неуклонно следовавший до сих пор своему методу (или рабочей неделе, как угодно), автор с ужасом замечает, что он начинает "засушивать" вещь, - он восстает, порывает с идеей и последним нарряжением отвергает концепцию во имя чувства, преодолевая самого себя. В этот момент рождается произведение искусства. Элечек вспыхивает, банальность приобретает торжественную глубину, открывая перед нами удивительную грань сиюминутного, неповторимого. Возникает напряжение, которое заключается в контрасте между пламенем, окутавшим головной убор девушки, и ее бесконечно спокойным взглядом, руками, сложенными без движения на коленях. И это чудо происходит, как только художник вступает в борьбу с собой против ограниченности собственных концепций, без которых в то время невозможно творчество. 
«Темперамент Ромадина скрытый, загнанный внутрь. В лучших его произведениях темперамент из внешне понятного динамизма и хаоса, поверхностно упорядоченного, как это часто бывает, переплавляется в спокойную и благородную форму, тихую и простую. В моем понимании в этом принципе скрыто самое высокое художественное качество»
Микеланджело Антониони предлагал Михаилу Ромадину работать совместно над фильмом, они вместе писали сценарий, но из-за советской цензуры фильм не реализовался. Но началась многолетняя дружба Ромадина с Тонино Гуэрра — сценаристом фильмов Феллини и Антониони. Михаил Ромадин проиллюстрировал книгу Тонино Гуэрра — «Лев с белой бородой».

## Иллюстрация книг
Иллюстрацией Михаил Ромадин занимался с юности — проиллюстрировал более 200 книг.
В том числе — «Р — значит ракета» (Рэй Бредберри), «Волшебное кольцо» Андрея Платонова
басни в переводе Льва Толстого, «Айболит» (К. Чуковский), серия книг «Сказки народов мира» и многие другие.
Михаил Ромадин и сам писал пьесы и рассказы, выпустил несколько книг и проиллюстрировал их
— Сборник пьес «Внук Франкинштейна»
— Сборник рассказов и пьес «Хаммер»
Михаил Ромадин издатель и автор проекта книги
«Николай Ромадин. Записки пейзажиста» (об отце)
Тонино Гуэрра о Михаиле Ромадине -
« Я часто ходил к Михаилу Ромадину, квартира полна книг, мебели и удержавшихся в равновесии предметов, которые расставлены там и сям. Там я пережил минуты потрясения, я боялся, что все это упадет мне на голову. Картины, на которых изображены многочисленные сражающиеся воины, листья и травы нуждаются в пустом пространстве стен. Но я не чувствовал удушья, я органично чувствовал себя в этом лабиринте находя в нём воздух и широкие горизонты.
Ритмические повороты и перенасыщенность картин Ромадина обогащают меня, возникают ассоциации с античным искусством и французской живописью. Лес кисточек на столе заставляет меня думать о копьях, которыми потрясали рыцари ренессанса.
Его цвет с металлическими вибрациями воссоздает с силой и упорством атмосферу повседневности, пропитанной нефтью и загрязненным воздухом
Чистым рисунком точно вырезает свои персонажи: музыкальные инструменты, лица, дома, автомобили, ракушки.
Тогда стремишься к спокойной жизни, которую мы теряем и которая так мила его сердцу.» 

## Театр
Михаил Ромадин работал как художник-постановщик и в театре:
- Балетный концертный номер «Девушка и смерть» (К.Голейзовский, Большой театр)
- Балетный концертный номер «Озорные частушки» (Щедрин и Смирнов, Большой театр)
- Концертный номер «Ундина» (Большой театр)
- Концертный номер «Жар -птица» (Стравинский, Большой театр)
- Спектакль «Тёркин на том свете» (Театр «Сатиры»1960-е, г. Москва)
- Спектакль «Чужая» (Театр им. Моссовета, г. Москва)
- Спектакль «Спартак» (Новосибирский театр Оперы и Балета)

## Станковая живопись
Станковые работы Михаила Ромадина хранятся во множестве музеев и частных коллекциях по всему миру. Художник постоянно участвовал в выставках от Женевы и Берлина до Далласа и Пекина. С собой Ромадин брал многометровые рулоны бумаги, покрывая их рисунками. Один американский критик назвал его — «рисовальной машиной». Состоялось более 300 персональных выставок Михаила Ромадина во всём мире.
Скончался 3 января 2012 года. Урна с прахом захоронена на Ваганьковском кладбище в могилу отца.

## Семья
Родители:
- Отец — Николай Михайлович Ромадин (1903—1987) — Народный художник СССР, академик, основатель направления- мистический (романтический) пейзаж
- Мать — Нина Герасимовна Ромадина (Шпилёва), дочь поэта Герасима Шпилёва
- Жена — Екатерина Александровна Шейн — дочь балерины Галины Дмитриевны Шейн и режиссёра Александра Шейна-старшего, балерина (Московская Академия Хореографии при Большом театре СССР), актриса (РАТИ-ГИТИС), куратор выставок «Отражение русского балета»

Дети:
- Дочь Александра Шейн-Ромадина — куратор выставок современного искусства
- Дочь жены (Е. Шейн) Анна Хегль — основательница галереи Studio Naegeli в Gstaad Швейцария и арт-пространства Dreiviertel в Берне (Швейцария)

## Работы находятся в собраниях
- Государственная Третьяковская галерея, (Москва)
- Государственный Русский Музей (Санкт-Петербург)
- Государственный исторический музей, (Москва.)
- Государственный центральный музей кино, (Москва)
- Музей Космонавтики (Москва)
- Музей Питера Людвига, Кёльн, (Германия)
- Музей Питера Людвига, Ахен, (Германия)
- Коллекция Питера Людвига в Музее Современного искусства, Пекин, Китай
- Музей «Les Invalides», Париж
- Fondation Cartier pour l'Art Contemporain, Париж
- Музей Берлинской стены «Чекпойнт-Чарли», Берлин
- Музей Питера Людвига, Будапешт, Венгрия
- Музей Современного искусства, Чикаго
- Коллекция Мерилендского университета (США)
- Музей Зиммерли Университета Рютгерса (США)
- Музеи Техаса (Форт-Уорт и Тексаркана)
- В собрании ЮНЕСКО (Париж)
- Дворец Наций Palais des Nations (Женева)
- Музей Современного искусства (Севилья)
- Государственный театральный музей имени Бахрушина (Москва)
- Музей Космонавтики (Калуга)
- Коллекция Дома-музея Максимилиана Волошина (Коктебель)
- Музей Востока (Москва)
- Частные собрания России, США, Франции, Монако, Германии, Китая, Италии, Бельгии, Швейцарии, Люксембурга, Индии, Австрии и др.

## Фильмография
- 1965 — Первый учитель (художник-постановщик, художник по костюмам).
- 1967 — История Аси Клячиной, которая любила, да не вышла замуж (художник-постановщик).
- 1969 — Дворянское гнездо (художник-постановщик, совм. с А. Боймом, Н. Двигубским).
- 1972 — Солярис (художник-постановщик). Также является автором рекламного киноплаката к этому фильму.

## Награды и премии
- Почётное звание «Народный художник Российской Федерации» (17 марта 2003 года) — за большие заслуги в области искусства[3]
- Почётное звание «Заслуженный художник РСФСР» (31 октября 1988 года) — за заслуги в области советского искусства[4]
- Государственная премия РСФСР имени братьев Васильевых (5 декабря 1990 года) — за художественный фильм «История Аси Клячиной, которая любила, да не вышла замуж» производства киностудии «Мосфильм»[5]
- Премия имени Ю.Гагарина

## О Михаиле Ромадине
- «Темперамент Ромадина скрытый, загнанный внутрь. В лучших его произведениях темперамент из внешне понятного динамизма и хаоса, поверхностно упорядоченного, как это часто бывает, переплавляется в спокойную и благородную форму, тихую и простую. В моем понимании, в этом принципе скрыто высокое художественное начало» — Андрей Тарковский.
- «Ритмические повторы, перенасыщенность деталями картин Михаила Ромадина внутренне обогащают меня, напоминают о грандиозных фресках древних. Изгородь из кистей на столе (натюрморт „Кисти и деньги“) сравнима с рядом копий, которыми размахивают всадники на галопирующих конях в картинах Ренессанса» — Тонино Гуэрра.